# Vedette côtière de surveillance maritime
Une vedette côtière de surveillance maritime, ou VCSM, est une vedette de servitude de la gendarmerie maritime française de type RPB 20 entrée en service entre 2003 et 2005. La VCSM a été conçue selon la réglementation civile pour une navigation en troisième catégorie de la Marine marchande (20 nautiques de la terre la plus proche). Conçue par Raidco Marine, les 24 unités sont construites par les Chantiers Navals Bordelais (CNB).

## Liste de navires spécifiques
[Quand ?]
- P601 Élorn  (Concarneau)

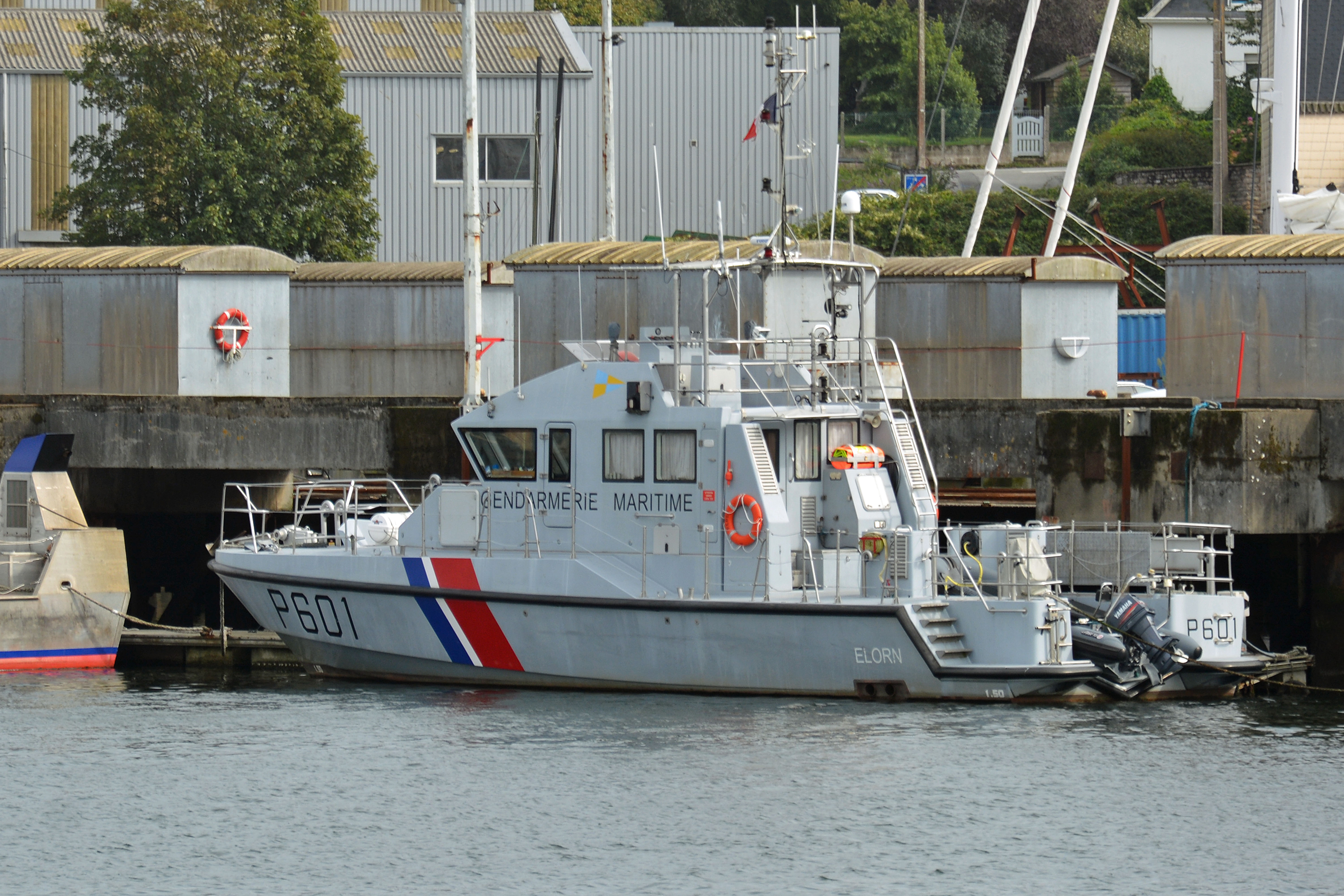
L’Élorn à quai à Concarneau en 2015.

- P602 Verdon (Mayotte) - mis hors service par le cyclone Chido en 2024[4].
- P603 Adour  (Anglet)
- P604 Scarpe  (Boulogne-sur-Mer)
- P605 Vertonne  (Sables-d'Olonne)
- P606 Dumbea  (Nouméa)
- P607 Yser  (Dieppe)
- P608 Argens  (Saint-Raphaël)
- P609 Hérault  (Sète)
- P610 Gravona  (Ajaccio)
- P611 Odet  (Mayotte) - mis hors service par le cyclone Chido en 2024[4].
- P612 Maury  (Gruissan)
- P613 Charente  (Rochefort)
- P614 Tech  (Port Vendres)
- P615 Penfeld  (Brest)
- P616 Trieux  (Saint-Malo)
- P617 Vésubie  (Nice)
- P618 Escaut  (Dunkerque)
- P619 Huveaune  (Marseille)
- P620 Sèvre  (Pornichet)
- P621 Aber-Wrach  (Brest)
- P622 Esteron  (Le Havre)
- P623 Mahury  (Cayenne)
- P624 Organabo  (Kourou)

## Export

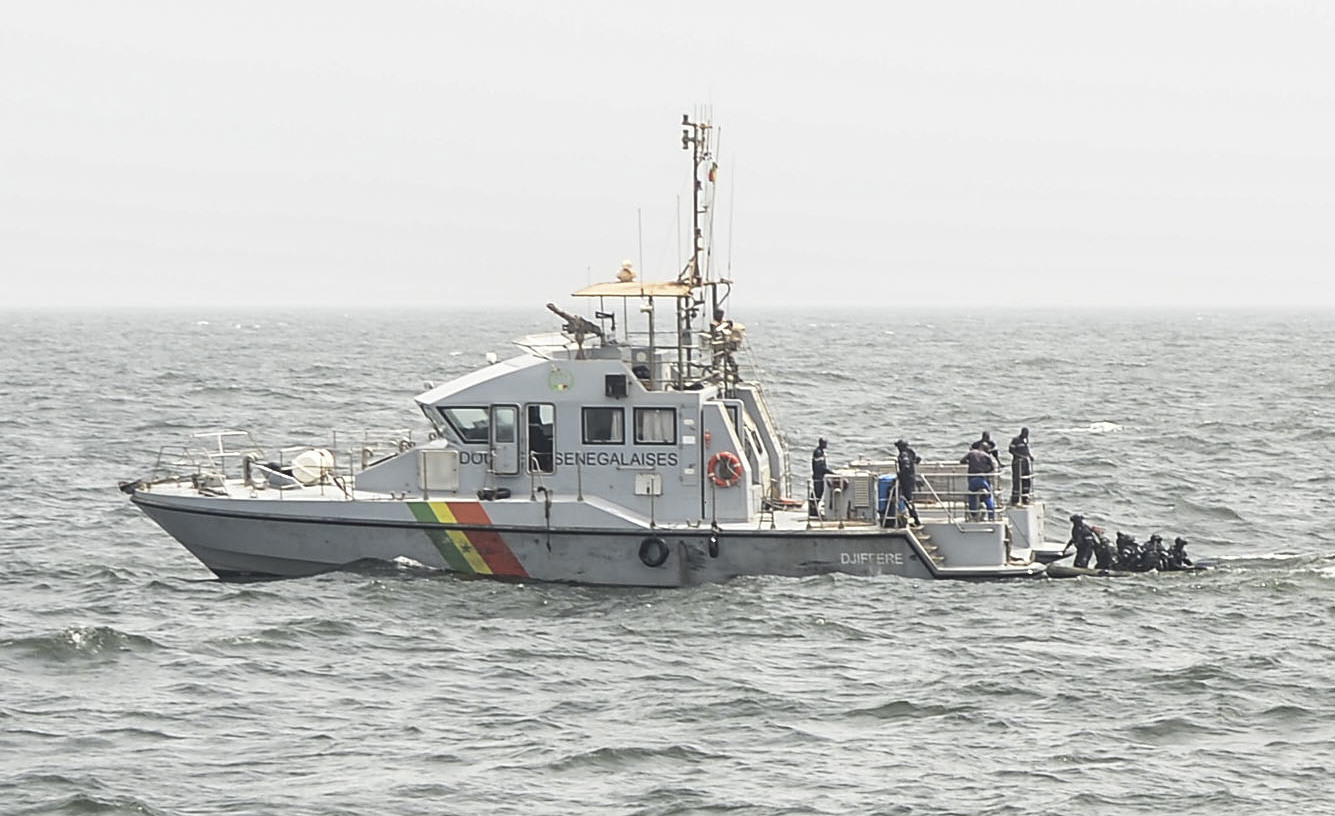
Le Djifere des Douanes sénégalaises en 2015.

Entre 2004 et 2010, 26 autres unités ont été construites pour différents pays.
- Sénégal
  - Direction de la Protection et de la Surveillance des Pêches: 2 unités
  - Direction Générale des Douanes: 2 unités
- Maroc
  - Marine royale: 10 unités
- Afrique du Sud
  - South African Police Service: 6 unités
- Mauritanie
  - Centre de Coordination et de Sauvetage en Mer: 2 unités
- Tunisie
  - Direction générale des Douanes: 4 unités